# Ajantha Mendis
Balapuwaduge Ajantha Winslo Mendis (Moratuwa, 11 marzo 1985) è un crickettista singalese.
Ha esordito come bowler nella Nazionale di cricket dello Sri Lanka il 10 aprile 2008 a Port of Spain, nella sfida contro le Indie Occidentali.
Ha giocato nelle squadre dell'esercito singalese e del Wayamba.